# Urceola
Urceola és un gènere amb 15 espècies de parres perennes que pertanyen a la família de les Apocynaceae. Natiu del sud i est d'Àsia, (8 espècies) a la Xina.

## Descripció
Són lianes amb làtex blanc amb les inflorescències en cimes paniculats, terminals o axil·lars. Les flors són petites. El calze (botànica) està profundament dividit.

## Taxonomia
El gènere va ser descrit per William Roxburgh i publicat a Asiatic Researches 5: 169. 1799.

## Espècies seleccionades
- Urceola elastica
- Urceola lucida
- Urceola micrantha